# CAP (entreprise)
Compañia de Acero del Pacífico est une entreprise chilienne fondée en 1988, et faisant partie de l'IPSA, le principal indice boursier de la bourse de Santiago du Chili. CAP est une des principales entreprises du secteur minier du pays.